# Imperio de los enanos
El Imperio de los enanos (en chino 小矮人帝国) es un parque de temático situado en la provincia de Yunan, China, a 40 kilómetros de la capital Kunming, junto al Jardín ecológico mundial de la mariposa (世界蝴蝶生态园). Los empleados del parque, fundado por el empresario de la industria electrónica y los negocios inmobiliarios Chen Mingjing, son 80 enanos de entre 79 y 130 centímetros.